# La Pleta (Cervera)
La Pleta és una obra de Cervera (Segarra) protegida com a Bé Cultural d'Interès Local.

## Descripció
L'edifici principal consta d'una planta i golfa. La planta mesura 8 x 10 m i consta de tres edificacions annexes per a ús agrícola i ramader, formant un conjunt encerclat per una tanca de pedra.